# Aira-kaldera
Az Aira-kaldera (japánul 姶良カルデラ [Aira-Karudera]) egy hatalmas, 13×23 kilométeres átmérőjű vulkáni kaldera Japán déli részén, Kjúsú szigetének legdélibb csücskében, a Kagosimai-öböl végében. A kalderát egy óriási, vulkanikus törmelékárral kísért kitörés hozta létre mintegy 22 000 évvel ezelőtt. A rengeteg vulkáni hamuval együtt az összes kidobott anyag mennyiségét több mint 400 km³ tefrára becsülik. Ez a vulkáni robbanások 1-től 8-ig terjedő skáláján a 7. fokozatnak felel meg. A vulkáni hamu annak idején a mai Japán szigeteinek egészét beborította, ezért jól segíti a paleolitikum leleteinek datálását a japán régészetben.
A tengeri kijáratnál helyezkedik el Kagosima városa. A kaldera területén 13 000 éve keletkezett Szakuradzsima vulkán, a mai Japán egyik legaktívabb tűzhányója. A hármas csúcsú vulkán legmagasabb pontja a Kita-dake (1117 m). 

## Lásd még
- Laacher See

## Fordítás
Ez a szócikk részben vagy egészben a Aira Caldera című angol Wikipédia-szócikk ezen változatának fordításán alapul.  Az eredeti cikk szerkesztőit annak laptörténete sorolja fel. Ez a jelzés csupán a megfogalmazás eredetét és a szerzői jogokat jelzi, nem szolgál a cikkben szereplő információk forrásmegjelöléseként.